# Hnatkî, Starokosteantîniv
Hnatkî (în ucraineană Гнатки) este un sat în comuna Verborodînți din raionul Starokosteantîniv, regiunea Hmelnîțkîi, Ucraina.
Localitatea face parte din regiunea istorică Volânia, iar după tratatul de pace de la Riga din 1921 a devenit parte a Uniunii Sovietice.

## Demografie
Componența lingvistică a localității Hnatkî
     Ucraineană (98,05%)
     Rusă (1,46%)
     Alte limbi (0,49%)
Conform recensământului din 2001, majoritatea populației localității Hnatkî era vorbitoare de ucraineană (98,05%), existând în minoritate și vorbitori de rusă (1,46%).